# Ville De Bastia
Il Ville De Bastia è stato un traghetto di proprietà della compagnia francese La Méridionale, prima unità in servizio per la compagnia dal 1970 al 1979.

## Servizio
Costruito dal cantiere navale Nouvelle des Ateliers et Chantiers du Havre di Le Havre e consegnato l'11 febbraio 1970 a La Méridionale, è il primo traghetto Ro-Pax della compagnia.
Nel febbraio del 1970 entra in servizio nei collegamenti tra Marsiglia e la Corsica.
Nel 1979, in vista dell'ingresso del nuovo Porto Cardo, viene ceduto alla Delom et Cie. e ribattezzato Cap D'Agde.
Nel 1984 viene ceduto alla CIA. Naviera Plus Ultra SA ed il nome viene troncato in Agde.
Nel 1986 viene venduto alla EH Harms e, ribattezzato Feederman, prende servizio sotto le insegne della Top Gear Shipping Ltd con bandiera cipriota.
Nel 1995 viene venduto alla saudita Baaboud Trading and Shipping Agencies e ribattezzato Al Ahmed.
Il 17 aprile 2003 viene spiaggiato a Gadani Beach, in India, dove viene demolito.